# Calamus erioacanthus
Calamus erioacanthus är en enhjärtbladig växtart som beskrevs av Odoardo Beccari. Calamus erioacanthus ingår i släktet Calamus och familjen Arecaceae. Inga underarter finns listade i Catalogue of Life.